# Олуокан, Фойесаде
Фойесаде Олуокан (англ. Foyesade Oluokun; 2 августа 1995, Сент-Луис, Миссури) — профессиональный американский футболист нигерийского происхождения, выступающий на позиции лайнбекера в клубе НФЛ «Джэксонвилл Джагуарс». На студенческом уровне играл за команду Йельского университета. На драфте НФЛ 2018 года был выбран в шестом раунде.

## Биография
Фойесаде Олуокан родился 2 августа 1995 года в Сент-Луисе в семье эмигрантов из Нигерии. Учился в старшей школе имени Джона Берроуза в Ладью, занимался футболом и баскетболом. Его партнёром по команде был будущий игрок НФЛ Эзекиль Эллиотт. В выпускной год Олуокан был включён в сборную звёзд футбольной лиги. После выпуска поступил в Йельский университет.

### Студенческая карьера
За команду университета Олуокан дебютировал в 2013 году, сыграв в десяти матчах. В двух из них играл на позиции фри сэйфти. За сезон он сделал 59 захватов и сбил четыре передачи. По итогам года ему была вручена награда Чарльза Лофтуса самому ценному новичку команды. Издание College Sport Journal включило Олуокана в состав сборной новичков Лиги плюща. В 2014 году он сыграл десять матчей и стал лучшим в команде по количеству сделанных захватов.
В сезоне 2015 года Олуокан принял участие только в трёх играх, пропустив большую его часть из-за травмы. В одном из проведённых матчей ему удалось заблокировать две попытки пробития филд-гола. В 2016 году в девяти играх он сделал 75 захватов. В сезоне 2017 года Олуокан был одним из стартовых лайнбекеров команды, сделав 50 захватов в десяти играх. Дважды его признавали лучшим защитником недели в Лиге плюща. По итогам турнира он стал обладателем командной награды имени Роберта Гарднера Андерсона, присуждаемой за спортивное мастерство и лидерские качества. Олуокан окончил университет со степенью бакалавра в области экономики.

#### Статистика выступлений в NCAA
| Сезон | Команда       | Игры | Захваты | Захваты | Захваты | Захваты | Захваты | Перехваты | Перехваты | Перехваты | Перехваты | Перехваты | Фамблы | Фамблы | Фамблы | Фамблы |
| Сезон | Команда       | Игры | Solo    | Ast     | Tot     | Loss    | Sk      | Int       | Yds       | Y/R       | TD        | PD        | FR     | Yds    | TD     | FF     |
| ----- | ------------- | ---- | ------- | ------- | ------- | ------- | ------- | --------- | --------- | --------- | --------- | --------- | ------ | ------ | ------ | ------ |
| 2013  | Йель Буллдогз | 10   | 44      | 15      | 59      | 1,0     | 0,0     | 0         | 0         | 0         | 0         | 4         | 0      | 0      | 0      | 0      |
| 2014  | Йель Буллдогз | 10   | 43      | 36      | 79      | 1,5     | 0,0     | 2         | 32        | 16,0      | 0         | 2         | 0      | 0      | 0      | 0      |
| 2015  | Йель Буллдогз | 3    | 3       | 5       | 8       | 0,0     | 0,0     | 0         | 0         | 0,0       | 0         | 1         | 0      | 0      | 0      | 0      |
| 2016  | Йель Буллдогз | 9    | 52      | 23      | 75      | 0,0     | 0,0     | 1         | 19        | 19,0      | 0         | 7         | 1      | 0      | 0      | 0      |
| 2017  | Йель Буллдогз | 10   | 30      | 20      | 50      | 9,0     | 3,0     | 1         | 20        | 20,0      | 0         | 4         | 0      | 0      | 0      | 2      |
| Всего | Всего         | 42   | 172     | 99      | 271     | 13,5    | 3,0     | 4         | 71        | 17,8      | 0         | 18        | 1      | 0      | 0      | 2      |

### Профессиональная карьера

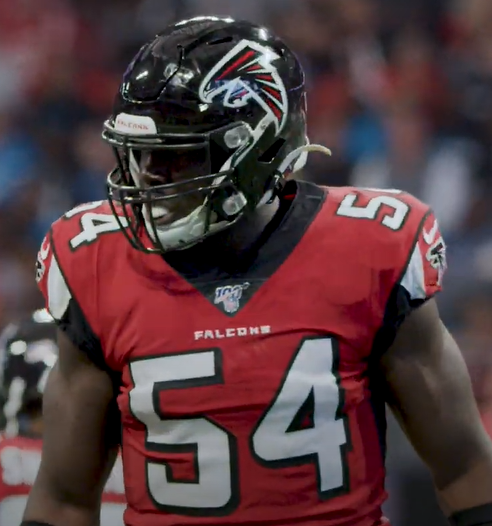
Олуокан в составе «Атланты» в 2019 году.

На драфте НФЛ 2018 года Олуокан был выбран «Атлантой» в шестом раунде под общим 200 номером. Аналитик CBS Sports Пит Приско высоко оценил это решение, добавив, что новичок добавит защите команды скорости и атлетизма. Официальный сайт клуба отмечал его потенциал как игрока специальных команд, способного вырасти в специализирующегося на игре в пасовом прикрытии лайнбекера. Сумма его четырёхлетнего контракта с командой составила 2,6 млн долларов. В своём дебютном сезоне он сыграл в шестнадцати матчах регулярного чемпионата. По его ходу он занял одно из мест в стартовом составе, вытеснив неудачно игравшего Дюка Райли. Олуокан стал лидером Фэлконс по числу захватов, издание Pro Football Focus поставило его на 29 место в лиге по надёжности игры в прикрытии. В 2019 году он также выходил на поле в шестнадцати играх, но в основном составе появлялся только трижды.
Сезон 2020 года Олуокан провёл в статусе одного из стартовых игроков, выйдя с первых минут в четырнадцати из пятнадцати матчей. Он хорошо проявил себя в роли пас-рашера, атакуя квотербека в 20,8 % проведённых на поле пасовых розыгрышей, в прикрытии действовал хуже, став 36 из 59 лайнбекеров, в зону ответственности которых было сделано не менее 20 передач. В 2021 году он провёл в основном составе все семнадцать матчей регулярного чемпионата. Он сделал 192 захвата, этот показатель стал лучшим в сезоне и самым высоким в лиге с 1990-х годов. После окончания сезона Олуокан получил статус свободного агента.
В марте 2022 года он подписал трёхлетний контракт с клубом «Джэксонвилл Джагуарс», сумма соглашения составила от 45 до 46,5 млн долларов. В новой команде Олуокан заменил ушедшего центрального лайнбекера Майлза Джека.

#### Статистика выступлений в НФЛ

##### Регулярный чемпионат
| Сезон | Команда         | Игры | Захваты | Захваты | Захваты | Захваты | Захваты | Перехваты | Перехваты | Перехваты | Перехваты | Перехваты | Фамблы | Фамблы | Фамблы | Фамблы |
| Сезон | Команда         | Игры | Solo    | Ast     | Tot     | Loss    | Sk      | Int       | Yds       | Y/R       | TD        | PD        | FR     | Yds    | TD     | FF     |
| ----- | --------------- | ---- | ------- | ------- | ------- | ------- | ------- | --------- | --------- | --------- | --------- | --------- | ------ | ------ | ------ | ------ |
| 2018  | Атланта Фэлконс | 16   | 56      | 35      | 91      | 2       | 0,0     | 0         | 0         | 0,0       | 0         | 1         | 0      | 0      | 0      | 1      |
| 2019  | Атланта Фэлконс | 16   | 36      | 26      | 62      | 2       | 0,0     | 0         | 0         | 0,0       | 0         | 0         | 0      | 0      | 0      | 1      |
| 2020  | Атланта Фэлконс | 15   | 78      | 39      | 117     | 4       | 3,0     | 2         | 65        | 32,5      | 0         | 4         | 1      | 0      | 0      | 4      |
| 2021  | Атланта Фэлконс | 17   | 102     | 90      | 192     | 4       | 2,0     | 3         | 80        | 26,7      | 0         | 6         | 0      | 0      | 0      | 1      |
| Всего | Всего           | 64   | 272     | 190     | 462     | 12      | 5,0     | 5         | 145       | 29,0      | 0         | 11        | 1      | 0      | 0      | 7      |